# 竹本孫一
竹本 孫一（たけもと まごいち、1906年12月21日 - 2002年5月30日）は、日本の政治家。元民社党衆議院議員。

## 来歴・人物
山口県に生まれる。第五高等学校を経て1931年に東京帝国大学法学部政治学科を卒業。国際労働機関嘱託として浅利順四郎の下で働いた後、1935年に内閣調査局に入局。奥村喜和男らと経済統制政策の立案に関わり、4年後に企画院調査官となる。企画院調査官として「新政治体制確立要綱（試案）」等を作成し近衛文麿らの新体制運動の政策策定に関与した。その後大政翼賛会制度部副部長・情報局出版課長を経て、1943年12月に満州国国務院総務庁参事官に就任。
戦後、逓信省嘱託から片山内閣での首相秘書官になるが、1947年に公職追放。追放解除後に海上保安大学校事務局長兼副校長を務める傍ら日本体育大学・東海大学などで教鞭を取る。
1955年衆院選に右派社会党の公認で静岡3区から出馬するが落選。その後、日本社会党→民社党と所属を変えながら立候補し、4度目の挑戦となる1963年の衆院選で初当選。以後衆院議員を7期務め、この間1964年に党中央執行委員に就任。1967年にはの党政策審議会長に就任し、1977年まで務めた（後任に河村勝）。その後佐々木良作委員長の下で政権ビジョン委員長を歴任した。1983年12月の衆院選を前に政界を引退し党顧問に就任、地盤は安倍基雄が継いだ。
1967年、1969年の衆院選で連続して全く同じ得票数（72.547票）で当選した経験がある。（順位は2位→4位に下落した。）

## 家族 親族
- 妻 哲子（宮崎県、エッセイスト）